# Schreibintensive Lehre
Schreibintensive Lehre ist eine Form von Hochschullehre, in der akademisches oder wissenschaftliches Schreiben eine zentrale Rolle spielt. Ihre Ziele sind, das wissenschaftliche Schreiben zu lernen, durch Schreiben fachliches Wissen und fachliche Kompetenzen zu erwerben und Formen des fachlichen Denkens und Handelns zu erproben. Schreibintensive Lehre kann in allen Studienfächern eingesetzt werden, nicht nur in den textbasierten Geisteswissenschaften.
Wissenschaftssoziologisch gesehen dient schreibintensive Lehre besonders der fachlichen Sozialisation oder Enkulturation in eine Diskursgemeinschaft. In der Wissenschaft stellen einzelne Fachwissenschaften (Disziplinen) oder Teilbereiche von Fachwissenschaften die wichtigsten Diskursgemeinschaften dar. Schreibaktivitäten und -aufgaben, durch die fachliche Fragen, Probleme und Denk- und Handlungsweisen geübt, erschlossen und diskutiert werden, spielen in schreibintensiver Lehre die zentrale Rolle.

## Definition
Schreibintensive Lehre ist eine Lehr- oder Veranstaltungsform an Hochschulen, in der Schreiben als Mittel des Lernens, das heißt der lernenden Auseinandersetzung mit fachlichen Inhalten und Praktiken, eingesetzt wird. Schreiben wird dabei nicht nur zur Vor- und Nachbereitung, sondern auch zur Arbeit in der Lehrveranstaltung selbst genutzt. Der Fokus liegt weniger auf fertigen Textprodukten (wie einer Hausarbeit) als auf Texten, die das Lernen fördern. Besonders geeignet sind einerseits Textformen, die die individuelle Elaboration von Inhalten in den Vordergrund stellen, andererseits Textformen, die Praktiken und Standards wissenschaftlichen Arbeitens in der entsprechenden Fachwissenschaft deutlich werden lassen. Die Studierenden erarbeiten durch das Schreiben inhaltliche Zusammenhänge, können die wechselseitige Bezogenheit von Inhalt, Text und Schreib- (und Lese-) Prozess erkennen und erweitern ihre Schreibkompetenzen bzw. wissenschaftlichen Praktiken.
In den Begriffen der angloamerikanischen Schreibdidaktik, die älter und ausgearbeiteter und auch institutionell besser verankert ist als die deutschsprachige Schreibdidaktik, ist schreibintensive Lehre eine Mischung aus „Schreiben zum Lernen“ (writing to learn) und „Schreiben in den Disziplinen“ (writing in the disciplines). „Schreiben zum Lernen“ steht für eher kurze, eher informelle Schreibaufgaben, die eine aktive Beschäftigung mit den Inhalten, beispielsweise den Kernideen einer Lehrveranstaltung fördern. Ein alternativer Begriff ist exploratives (erkundendes) Schreiben. Dieses umfasst Schreibtätigkeiten, die nicht dem Nachweis von Wissen oder Kompetenzen, sondern vielmehr dem Lernen, Erschließen und Verstehen neuer, komplexer Inhalte dienen. In der angloamerikanischen Schreibdidaktik heißen die entsprechenden Schreibstrategien auch „prewriting strategies“ (etwa: Schreibstrategien vor dem Schreiben). „Schreiben in den Disziplinen“ steht für Aufgaben, in denen die Studierenden die besonderen Schreibpraktiken einer Fachwissenschaft üben. Im Kern handelt es sich um das Schreiben fachtypischer Texte, beispielsweise von Laborberichten, Artikel in wissenschaftlichen Zeitschriften, Abstracts, Rezensionen und ähnlichem.
Schreibintensive Lehre schließt die Reflexion der Erfahrungen mit dem Schreiben ein, beispielsweise durch kurze Austauschphasen nach einer Schreibübung. Dies zielt darauf ab, dass Studierende ihre Schreibprozesse und Schreibstrategien sowie sich als Schreibende besser kennenlernen und ihre metakognitiven Fähigkeiten erweitern.

## Geschichte und Hintergrund in Deutschland
Als Form des Lernens und Lehrens  schließt schreibintensive Lehre an die deutsche Tradition des Seminars in der Humboldtschen Universitätsidee an. Zugleich stellt sie eine Übernahme und Adaptation von Grundideen der schon deutlich älteren angloamerikanischen Bewegungen „Schreiben zum Lernen“ und „Schreiben in den Disziplinen“ dar. Wesentliche konzeptuelle und praktische Beiträge zu ihr haben dort Charles Bazerman, David Russell, John Bean, Michael Carter und Keith Hjortshoj geleistet. Eine direkte Übertragung dieser Konzepte auf den europäischen Kontext ist allerdings nicht leicht. Der Unterschied zwischen Schreiben zum Lernen und Schreiben in den Disziplinen ist im deutschen Hochschulsystem weniger relevant als im angloamerikanischen, da ersteres stärker in fachwissenschaftlichen Programmen organisiert ist als letzteres.
Ein Kompetenzmodell als Hintergrund für schreibintensive Lehre hat auch die US-amerikanische Schreibforscherin Anne Beaufort entwickelt. Sie unterscheidet zwischen fünf Wissens- oder Kompetenzbereichen, die gemeinsam entwickelt werden müssen: inhaltliches/fachliches Wissen, rhetorisches Wissen, Genrewissen zu typischen akademischen Textsorten, Schreibprozesswissen und Wissen um die besonderen Erwartungen und Regeln einer spezifischen fachlichen Diskursgemeinschaft. Einen weiteren wichtigen Hintergrund bilden diskurstheoretische Analysen fachwissenschaftlicher Texte, hier besonders die Untersuchungen von Paul Prior und Ken Hyland.
Die Idee, das Schreiben in regulären Fachcurricula bzw. fachlichen Lehrveranstaltungen zu fördern, wurde in Deutschland über die im Jahr 1999 an der Universität Bochum initiierte, seitdem zweijährig stattfindende internationale EATAW-Konferenz (Konferenz der European Association for the Teaching of Academic Writing) zunächst von einzelnen universitären Schreibzentren aufgegriffen. Seit Mitte der 2000er Jahre finden sich in deutschen Veröffentlichungen Versuche, die Entwicklung von Konzepten für schreibintensive Lehrveranstaltungen in den Disziplinen deutscher Hochschulen zu unterstützen. Eine der ersten Initiativen zur Fortbildung von Lehrenden für schreibintensive Lehre entwickelte das Bielefelder Schreiblabor mit seiner Fortbildung „Forschen Schreiben Lehren“. Das Konzept wurde auch unabhängig von Schreibzentren von Wissenschaftlern mit schreibdidaktischer Expertise aufgegriffen und in drittmittelgeförderten Studienreformprojekten erprobt und implementiert. Inzwischen wird schreibintensive Lehre an verschiedensten Universitäten unterstützt, etwa in der Form von Weiterbildungen für Lehrende und zunehmend (wenn auch in geringem Umfang) in curricular verankerten Lehrveranstaltungen praktiziert.

## Schreibaufgaben für schreibintensive Lehre
Schreibaufgaben zur Unterstützung schreibintensiver Lehre sind zielen entweder auf Schreiben zum Lernen (kurze, informelle Schreibaufgaben zum Erarbeiten von Inhalten) oder auf Schreiben in den Disziplinen (Arbeit an fachtypischen Textformen). Eine Zwischenform hat der Anglist John Bean, ein wichtiger Vertreter der angloamerikanischen Schreibdidaktik, entwickelt. Er hat in seinem Buch Engaging Ideas zahlreiche Vorschläge gemacht, wie intellektuell anregende Schreibaufgaben in verschiedenen Fächern aussehen können. Bean rät Lehrenden, critical thinking problems – interessante, komplexe und offene fachliche Fragestellungen – zu entwickeln, an denen Studierende authentisch arbeiten können. Diese Schreibaufgaben werden nach dem Prinzip des Constructive Alignment konzipiert, also beginnend bei den Lernzielen der Veranstaltung bzw. der abschließenden prüfungsrelevanten Schreibaufgabe, aus der die dieser vorgelagerten, weniger umfangreichen Schreibaufgaben abgeleitet werden. Grundidee ist – wie für schreibintensive Lehre typisch –, dass spätere Schreibaufgaben sowohl inhaltlich als auch in Bezug auf die relevanten Kompetenzen auf vorhergehenden Schreibaufgaben aufbauen. Ein weiterer Fokus liegt auf authentischen Schreibkontexten, beispielsweise durch echte Genres und durch eine erweiterte Leserschaft (z. B. studentische Zeitschriften, studentische Symposien, Blogs).
Schreibintensive Lehre nutzt Schreibaufgaben und Textprodukte, die das fachliche Lernen und die Entwicklung von Schreibkompetenzen fördern und die wechselseitige Bezogenheit von Text, Inhalt und Prozess deutlich werden lassen. Die Methoden können nach ihren hauptsächlichen Einsatzphasen und Zielen grob in explorative Methoden, Entwurfsmethoden, und Methoden für Feedback und Austausch eingeteilt werden.

### Explorative Methoden
Explorative Methoden zielen auf den Schreibprozess und das Gewinnen und Klären von ersten Ideen. Die entstehenden Texte werden oft nicht direkt weiterverwendet. Die meisten sind kurz und setzen sogar einen gewissen Zeitdruck ein, damit die Schreibenden lernen, Unfertiges aufzuschreiben. Beispielsweise können Studierende gebeten werden, am Ende einer Lehrveranstaltungssitzung schnell und ohne Editieren die wesentlichen Ideen aus dieser Veranstaltung aufzuschreiben. Verbreitete Beispiele für explorative Methoden sind
- One-Minute-Paper
- Reader Response
- Freewriting / Fokussprint / Inkshedding
- Clustering und Mind Mapping
- Listen von Stichwörtern oder Ideen
- Zusammenfassungen und Exzerpte

### Entwurfsmethoden
Entwurfsmethoden bereiten einen zu schreibenden Text – zum Beispiel ein Essay, eine Hausarbeit, eine Bachelorarbeit oder eine Masterarbeit – vor. Meist geht es darum, potentielle Textziele und Textstrukturen zu erarbeiten und zu klären. Die Schreibdidaktik hat eine Vielzahl von unterschiedlichen Methoden entwickelt. Drei sehr generische Methoden sind die Outline (Entwurf oder Gliederung), der Argumentationsgang und das Pentagon-Modell.
- Outline (eine meist alphanumerisch gegliederte Darstellung der Hauptstrukturen und wesentlichen Inhalte einer Arbeit)
- Argumentationsgang (eine grafische oder textförmige Darstellung der Begründungsstruktur, in der die These(n) einer Arbeit sowie die Argumente, Gegenargumente, Evidenzen und Voraussetzungen identifiziert werden)
- Im Fünfeck-Modell (alternativ: Pentagon-Modell) nach Lotte Rienecker[25] und Peter Stray Jørgensen[26] wird ein Thema für eine schriftliche Arbeit durch die Beantwortung von fünf Fragen präzisiert. Die Fragen beziehen sich auf die Fragestellung oder Arbeitshypothese, das Ziel oder den Nutzen, Daten/Phänomene/Material, Konzepte/Theorien/Methoden und die Vorgehensweise.[27] Das Bild des Fünfecks betont, dass die Antworten auf die Fragen nicht unabhängig voneinander sind.

Um individuellen Vorlieben entgegenzukommen und eine Vielfalt unterschiedlicher Vorgehensweisen anbieten zu können, wurden und werden weiter Methoden entwickelt. Diese setzen unterschiedliche Repräsentationsformate ein (etwa Bild und Text) und setzen auf verschiedene bekannte Schemata (etwa Drehbücher, Collagen, Verzetteln, das Sitzen auf verschiedenen Stühlen).

### Peer-Feedback-Methoden
Feedback-Methoden bringen Studierende in den Austausch untereinander. Das Ziel solcher Methoden in der schreibintensiven Lehre ist nicht nur und oft auch nicht in erster Linie, die selbst Texte zu verbessern, sondern vielmehr Austausch und Sprechen als Strategie der Auseinandersetzung zu nutzen.
Die amerikanische Schreibdidaktik hat eine große Anzahl von Peer-Feedback- und Peer-Methoden entwickelt, unter anderem um Studierende weniger abhängig von Lehrenden zu machen. Zwei zentrale Werke dazu sind Writing without teachers von Peter Elbow und Sharing and Responding von Peter Elbow und Pat Belanoff.
- Bei Schreib-Gesprächs-Methoden reagieren Schreibende auf Texte anderer, etwa indem sie Kommentare zu ihnen schreiben, einzelne Ideen weiterdenken oder eigene Gedanken äußern.[31]
- Bei sogenannten Sayback-Methoden nach Peter Elbow und Pat Belanoff spiegeln die Lesenden bzw. Zuhörenden wider, was sie gehört haben, ohne es zu bewerten. Die Schreibenden selbst arbeiten mit dieser Reaktion weiter, um ihre Texte zu bearbeiten.[30]
- Bei Konferenz-Methoden lesen Studierende wechselseitig (Entwürfe für) schriftliche Arbeiten und geben sich strukturiertes Feedback. Dies kann schriftlich oder (in moderierter Form) mündlich erfolgen.[32]

### Andere Methoden
Darüber hinaus gibt es zahlreiche weitere Methoden, um das Schreibenlernen zu unterstützen. Der Sammelband von Wymann beispielsweise unterscheidet die Kategorien Schreibbedingungen, Schreibprozess, Schreibstrategien, Thema/Fragestellung, Recherche, Lesen, Gliedern, Zitieren, Argumentieren, reflexives und exploratives Schreiben, Schreiben in der Gruppe, Textsorten, Überarbeiten, Feedback und Schreibschwierigkeiten. In allen Kategorien kommen Elemente vor, die in schreibintensiver Lehre genutzt werden können.

## Schreibintensive Lehre in der Weiterbildung von Hochschullehrenden
Schreibintensive Lehre ist ein Bestandteil der Weiterbildung von Hochschullehrenden, beispielsweise an den Universitäten Bielefeld und Paderborn sowie der Europa Universität Viadrina. Sie soll den Transfer der in schreibdidaktischen Weiterbildungen erworbenen Kompetenzen in tatsächliche Lehre sichern; auch gibt es zahlreiche weitere Ressourcen zur Unterstützung von Lehrenden. Neben dem bereits erwähnten Buch Engaging ideas von John Bean ist etwa The elements of teaching writing: A resource for instructors in all disciplines von Katherine Gottschalk und Keith Hjortshoj sowie speziell für den deutschen Kontext Schreiben in der Lehre: Handwerkszeug für Lehrende von Swantje Lahm zu nennen.